# 1 000 kilomètres de Monza 1984
Navigation
Édition précédente Édition suivante
Les 1 000 kilomètres de Monza 1984 (officiellement appelé le Trofeo Filippo Caracciolo), disputées le 23 avril 1984 sur le Circuit de Monza ont été la première manche du Championnat du monde des voitures de sport 1984.

## La course

### Classement de la course
Voici le classement officiel au terme de la course,,.
- Les premiers de chaque catégorie du championnat du monde sont signalés par un fond jaune.
- Pour la colonne Pneus, il faut passer le curseur au-dessus du modèle pour connaître le manufacturier de pneumatiques.
- Les voitures ne réussissant pas à parcourir 75% de la distance du gagnant sont non classées (NC).

| Pos  | Classe   | no  | Écurie                         | Pilotes                                                       | Châssis                             | Pneus | Tours | Temps              |
| Pos  | Classe   | no  | Écurie                         | Pilotes                                                       | Moteur                              | Pneus | Tours | Temps              |
| ---- | -------- | --- | ------------------------------ | ------------------------------------------------------------- | ----------------------------------- | ----- | ----- | ------------------ |
| 1    | C1       | 2   | Rothmans Porsche               | Stefan Bellof Derek Bell                                      | Porsche 956                         | D     | 173   | 5 h 6 min 15 s 600 |
| 1    | C1       | 2   | Rothmans Porsche               | Stefan Bellof Derek Bell                                      | Porsche Type-935 2,6 l Flat-6 Turbo | D     | 173   | 5 h 6 min 15 s 600 |
| 2    | C1       | 1   | Rothmans Porsche               | Jochen Mass Jacky Ickx                                        | Porsche 956                         | D     | 173   | + 23 s 960         |
| 2    | C1       | 1   | Rothmans Porsche               | Jochen Mass Jacky Ickx                                        | Porsche Type-935 2,6 l Flat-6 Turbo | D     | 173   | + 23 s 960         |
| 3    | C1       | 5   | Martini Lancia                 | Mauro Baldi Paolo Barilla                                     | Lancia LC2                          | D     | 168   | + 5 tours          |
| 3    | C1       | 5   | Martini Lancia                 | Mauro Baldi Paolo Barilla                                     | Ferrari 308C 3,0 l V8 Turbo         | D     | 168   | + 5 tours          |
| 4    | C1       | 19  | Brun Motorsport Kremer Racing  | Hans-Joachim Stuck Harald Grohs Walter Brun                   | Porsche 956                         | D     | 167   | + 6 tours          |
| 4    | C1       | 19  | Brun Motorsport Kremer Racing  | Hans-Joachim Stuck Harald Grohs Walter Brun                   | Porsche Type-935 2,6 l Flat-6 Turbo | D     | 167   | + 6 tours          |
| 5    | C1       | 14  | Canon Racing / GTi Engineering | Jonathan Palmer Jan Lammers                                   | Porsche 956                         | D     | 159   | + 14 tours         |
| 5    | C1       | 14  | Canon Racing / GTi Engineering | Jonathan Palmer Jan Lammers                                   | Porsche Type-935 2,6 l Flat-6 Turbo | D     | 159   | + 14 tours         |
| 6    | C1       | 12  | Schornstein Racing Team        | Volkert Merl Dieter Schornstein                               | Porsche 956                         | D     | 155   | + 18 tours         |
| 6    | C1       | 12  | Schornstein Racing Team        | Volkert Merl Dieter Schornstein                               | Porsche Type-935 2,6 l Flat-6 Turbo | D     | 155   | + 18 tours         |
| 7    | C1       | 46  | Pierre Yver                    | Pierre Yver Bernard de Dryver                                 | Rondeau M382                        | D     | 152   | + 21 tours         |
| 7    | C1       | 46  | Pierre Yver                    | Pierre Yver Bernard de Dryver                                 | Ford Cosworth DFL 3,3 l V8 Atmo     | D     | 152   | + 21 tours         |
| 8    | C2       | 67  | B.F. Goodrich                  | Jim Busby Rick Knoop (de)                                     | Lola T616                           | BF    | 145   | + 28 tours         |
| 8    | C2       | 67  | B.F. Goodrich                  | Jim Busby Rick Knoop (de)                                     | Mazda 13B 1,3 l 2-Rotor             | BF    | 145   | + 28 tours         |
| 9    | B        | 101 | Jens Winther                   | Jens Winther Lars Viggo Jensen (pl)                           | BMW M1                              | A     | 144   | + 29 tours         |
| 9    | B        | 101 | Jens Winther                   | Jens Winther Lars Viggo Jensen (pl)                           | BMW M88/1 3,5 l I6 Atmo             | A     | 144   | + 29 tours         |
| 10   | C2       | 77  | Ecurie Ecosse                  | Ray Mallock Mike Wilds David Duffield                         | Ecosse C284                         | A     | 141   | + 32 tours         |
| 10   | C2       | 77  | Ecurie Ecosse                  | Ray Mallock Mike Wilds David Duffield                         | Ford Cosworth DFV 3,0 l V8 Atmo     | A     | 141   | + 32 tours         |
| 11   | C2       | 80  | Jolly Club                     | Carlo Facetti Martino Finotto                                 | Alba AR2 (de)                       | A     | 140   | + 33 tours         |
| 11   | C2       | 80  | Jolly Club                     | Carlo Facetti Martino Finotto                                 | Giannini Carma FF 1,9 l I4 Turbo    | A     | 140   | + 33 tours         |
| 12   | C2       | 72  | Gebhardt Motorsport            | Frank Jelinski Cliff Hansen                                   | Gebhardt JC842                      | A     | 136   | + 37 tours         |
| 12   | C2       | 72  | Gebhardt Motorsport            | Frank Jelinski Cliff Hansen                                   | BMW M12/7 2,0 l I4 Atmo             | A     | 136   | + 37 tours         |
| 13   | B        | 117 | Strandell Racing               | Kenneth Leim Tomas Wiren                                      | Porsche 930                         | ?     | 134   | + 39 tours         |
| 13   | B        | 117 | Strandell Racing               | Kenneth Leim Tomas Wiren                                      | Porsche Type-930 3,3 l Flat-6 Turbo | ?     | 134   | + 39 tours         |
| 14   | B        | 114 | Lateste Racing (de)            | Michel Lateste (de) Michel Bienvault                          | Porsche 930                         | ?     | 122   | + 51 tours         |
| 14   | B        | 114 | Lateste Racing (de)            | Michel Lateste (de) Michel Bienvault                          | Porsche Type-930 3,3 l Flat-6 Turbo | ?     | 122   | + 51 tours         |
| NC   | C2       | 68  | B.F. Goodrich                  | Dieter Quester Boy Hayje (en)                                 | Lola T616                           | BF    | 116   | + 57 tours         |
| NC   | C2       | 68  | B.F. Goodrich                  | Dieter Quester Boy Hayje (en)                                 | Mazda 13B 1,3 l 2-Rotor             | BF    | 116   | + 57 tours         |
| NC   | B        | 113 | Hobby Rallye                   | Jean-Pierre Frey Mario Regusci Olindo Del-Thé                 | Porsche 930                         | ?     | 96    | + 77 tours         |
| NC   | B        | 113 | Hobby Rallye                   | Jean-Pierre Frey Mario Regusci Olindo Del-Thé                 | Porsche Type-930 3,3 l Flat-6 Turbo | ?     | 96    | + 77 tours         |
| Abd. | C1       | 4   | Martini Lancia                 | Riccardo Patrese Bob Wollek                                   | Lancia LC2                          | D     | 132   | Feu                |
| Abd. | C1       | 4   | Martini Lancia                 | Riccardo Patrese Bob Wollek                                   | Ferrari 308C 3,0 l V8 Turbo         | D     | 132   | Feu                |
| Abd. | C1       | 55  | Skoal Bandit Porsche Team      | Rupert Keegan Guy Edwards                                     | Porsche 956                         | Y     | 96    | Perte de roue      |
| Abd. | C1       | 55  | Skoal Bandit Porsche Team      | Rupert Keegan Guy Edwards                                     | Porsche Type-935 2,6 l Flat-6 Turbo | Y     | 96    | Perte de roue      |
| Abd. | B        | 102 | Racing Team Jürgensen          | Hans Christian Jürgensen Edgar Dören Walter Mertes            | BMW M1                              | ?     | 93    | Echappement        |
| Abd. | B        | 102 | Racing Team Jürgensen          | Hans Christian Jürgensen Edgar Dören Walter Mertes            | BMW M88/1 3,5 l I6 Atmo             | ?     | 93    | Echappement        |
| Abd. | C1       | 33  | Skoal Bandit Porsche Team      | David Hobbs Thierry Boutsen                                   | Porsche 956                         | Y     | 87    | Boite de vitesses  |
| Abd. | C1       | 33  | Skoal Bandit Porsche Team      | David Hobbs Thierry Boutsen                                   | Porsche Type-935 2,6 l Flat-6 Turbo | Y     | 87    | Boite de vitesses  |
| Abd. | C1       | 6   | Jolly Club                     | Beppe Gabbiani Pierluigi Martini                              | Lancia LC2                          | D     | 80    | Accident           |
| Abd. | C1       | 6   | Jolly Club                     | Beppe Gabbiani Pierluigi Martini                              | Ferrari 308C 3,0 l V8 Turbo         | D     | 80    | Accident           |
| Abd. | IMSA GTP | 132 | Lyncar Motorsports Inc.        | Les Blackburn Costas Los                                      | Lyncar MS83                         | A     | 78    | Bougie             |
| Abd. | IMSA GTP | 132 | Lyncar Motorsports Inc.        | Les Blackburn Costas Los                                      | Hart 420R 2,0 l I4                  | A     | 78    | Bougie             |
| Abd. | C1       | 47  | Obermaier Racing               | Axel Plankenhorn (de) Jürgen Lässig George Fouché             | Porsche 956                         | D     | 70    | Moteur             |
| Abd. | C1       | 47  | Obermaier Racing               | Axel Plankenhorn (de) Jürgen Lässig George Fouché             | Porsche Type-935 2,6 l Flat-6 Turbo | D     | 70    | Moteur             |
| Abd. | IMSA GTX | 131 | Vittorio Coggiola              | "Victor" "Gimax" Gianni Mussato                               | Porsche 935                         | ?     | 60    | Moteur             |
| Abd. | IMSA GTX | 131 | Vittorio Coggiola              | "Victor" "Gimax" Gianni Mussato                               | Porsche Type-930 3,2 l Flat-6 Turbo | ?     | 60    | Moteur             |
| Abd. | C2       | 93  | Jean-Philippe Grand            | Jean-Philippe Grand Jean-Paul Libert (de) Pascal Witmeur (de) | Rondeau M379C                       | A     | 45    | Arbre à came       |
| Abd. | C2       | 93  | Jean-Philippe Grand            | Jean-Philippe Grand Jean-Paul Libert (de) Pascal Witmeur (de) | Ford Cosworth DFV 3,0 l V8 Atmo     | A     | 45    | Arbre à came       |
| Abd. | C2       | 81  | Jolly Club                     | Almo Coppelli Davide Pavia (de)                               | Alba AR2 (de)                       | A     | 36    | Boite de vitesse   |
| Abd. | C2       | 81  | Jolly Club                     | Almo Coppelli Davide Pavia (de)                               | Giannini Carma FF 1,9 l I4 Turbo    | A     | 36    | Boite de vitesse   |
| Abd. | B        | 104 | Dr. von Staehr                 | Wolf-Georg von Staehr Ulli Richter                            | Porsche 924 Carrera GTS             | P     | 32    | Turbo              |
| Abd. | B        | 104 | Dr. von Staehr                 | Wolf-Georg von Staehr Ulli Richter                            | Porsche 2.0 L Turbo I4              | P     | 32    | Turbo              |
| Abd. | C1       | 9   | Brun Motorsport                | Oscar Larrauri Massimo Sigala                                 | Porsche 956                         | D     | 19    | Accident           |
| Abd. | C1       | 9   | Brun Motorsport                | Oscar Larrauri Massimo Sigala                                 | Porsche Type-935 2,6 l Flat-6 Turbo | D     | 19    | Accident           |
| Abd. | B        | 115 | Raymond Touroul                | Raymond Touroul Valentin Bertapelle (pl)                      | Porsche 930                         | M     | 18    | Moteur             |
| Abd. | B        | 115 | Raymond Touroul                | Raymond Touroul Valentin Bertapelle (pl)                      | Porsche Type-930 3,3 l Flat-6 Turbo | M     | 18    | Moteur             |
| Abd. | C1       | 7   | New Man Joest Racing           | Klaus Ludwig Henri Pescarolo Stefan Johansson                 | Porsche 956                         | D     | 17    | Moteur             |
| Abd. | C1       | 7   | New Man Joest Racing           | Klaus Ludwig Henri Pescarolo Stefan Johansson                 | Porsche Type-935 2,6 l Flat-6 Turbo | D     | 17    | Moteur             |
| Abd. | C1       | 34  | John Fitzpatrick Racing        | Renzo Zorzi Giorgio Francia                                   | Porsche 956                         | Y     | 14    | Moteur             |
| Abd. | C1       | 34  | John Fitzpatrick Racing        | Renzo Zorzi Giorgio Francia                                   | Porsche Type-935 2,6 l Flat-6 Turbo | Y     | 14    | Moteur             |
| Abd. | B        | 111 | Charles Ivey Racing            | Paul Haas Margie Smith-Haas                                   | Porsche 930                         | A     | 11    | Boite de vitesses  |
| Abd. | B        | 111 | Charles Ivey Racing            | Paul Haas Margie Smith-Haas                                   | Porsche Type-930 3,3 l Flat-6 Turbo | A     | 11    | Boite de vitesses  |
| Np.  | C1       | 13  | Primagaz Team Cougar           | Yves Courage Alain de Cadenet Gianni Giudici                  | Cougar C01B                         | M     | -     | Moteur             |
| Np.  | C1       | 13  | Primagaz Team Cougar           | Yves Courage Alain de Cadenet Gianni Giudici                  | Ford Cosworth DFL 3,3 l V8 Atmo     | M     | -     | Moteur             |
| Np.  | C1       | 21  | Charles Ivey Racing            | John Cooper Dudley Wood                                       | Grid S2                             | A     | -     | Pilote malade      |
| Np.  | C1       | 21  | Charles Ivey Racing            | John Cooper Dudley Wood                                       | Porsche Type-930 3,0 l Flat-6 Turbo | A     | -     | Pilote malade      |
| Np.  | C1       | 35  | Procar Automobil AG            | Clemens Schickentanz Huub Rothengatter                        | Sehcar C830                         | D     | -     | Moteur             |
| Np.  | C1       | 35  | Procar Automobil AG            | Clemens Schickentanz Huub Rothengatter                        | Porsche Type-935 2,6 l Flat-6 Turbo | D     | -     | Moteur             |
| Np.  | B        | 116 | Georg Memminger (de)           | Georg Memminger (de) Heinz Kuhn-Weiss (de) Bruno Rebai        | Porsche 930                         | ?     | -     |                    |
| Np.  | B        | 116 | Georg Memminger (de)           | Georg Memminger (de) Heinz Kuhn-Weiss (de) Bruno Rebai        | Porsche Type-930 3,3 l Flat-6 Turbo | ?     | -     |                    |

## Pole position et record du tour
- Pole position :  Stefan Bellof (#2 Rothmans Porsche) en 1 min 35 s 850
- Meilleur tour en course :  Riccardo Patrese (#4 Martini Lancia) en 1 min 38 s 000

## À noter
- Longueur du circuit : 5,800 km
- Distance parcourue par les vainqueurs : 1 003,400 km